# SDHC
Secure Digital High Capacity (SDHC) es un formato de tarjeta de memoria flash desarrollado por Matsushita. Es la versión 2.0 de las memorias SD. Se utiliza en dispositivos portátiles de última generación tales como cámaras fotográficas digitales, teléfonos celulares, ordenadores PDA, consolas de videojuegos o reproductores de música (MP3, MP4), entre otros. Estas memorias HC fueron creadas en enero del año 2001 para las nuevas tecnologías y están relacionadas directamente con la filmación de vídeo en alta calidad.

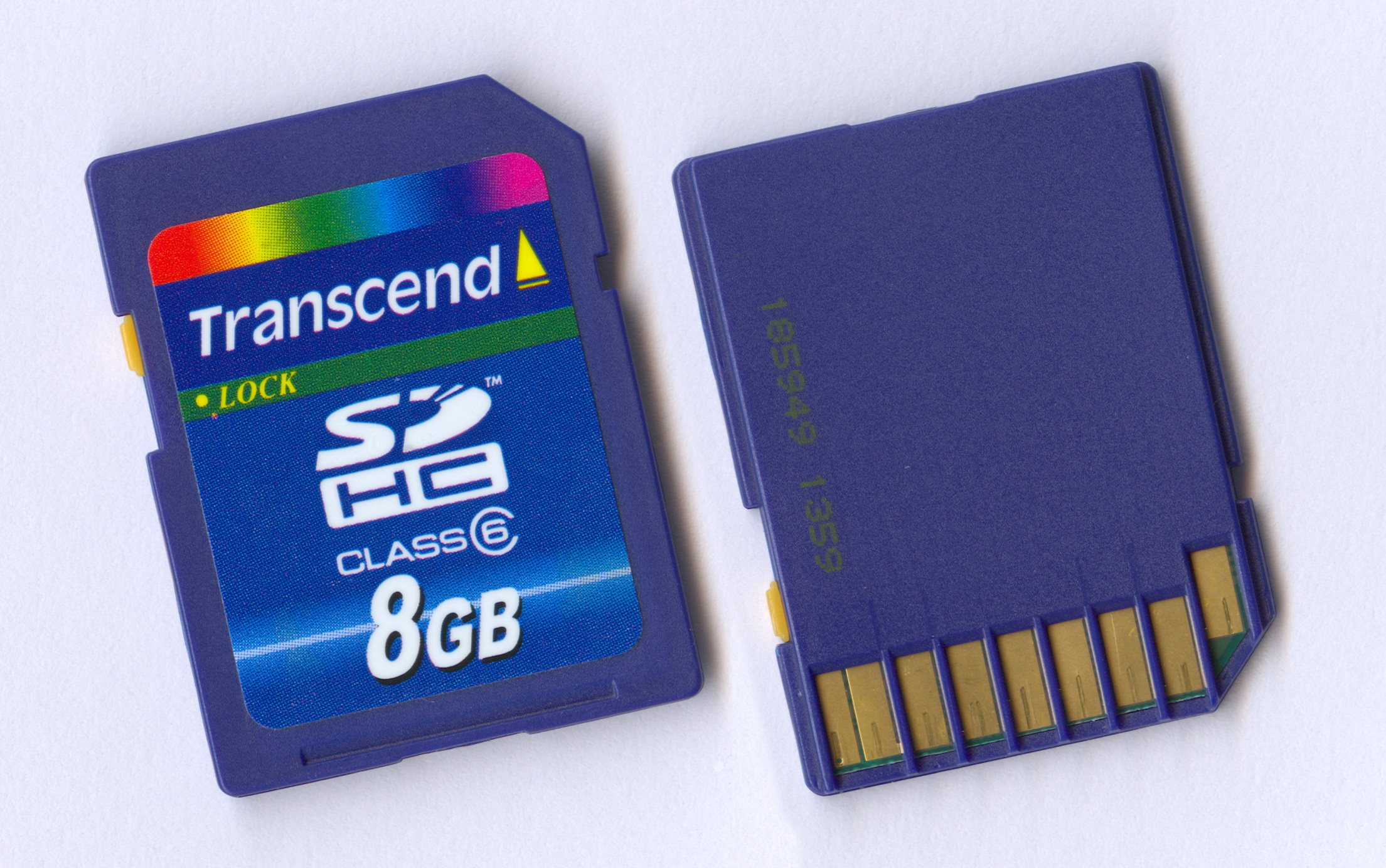
Tarjeta 8GB SDHC.

Como su propio nombre indica, son tarjetas SD de alta capacidad, que van desde 2 GB hasta los 32 GB. Sólo funcionan en los equipos más recientes que tienen el logo SDHC, los cuales son plenamente compatibles con las tarjetas SD. Son ideales para cámaras fotográficas digitales que requieren tarjetas de alta velocidad para poder grabar vídeo con fluidez o para capturar múltiples fotografías en una sucesión rápida.
Por lo general emplean el sistema de archivos FAT32 que permite el uso de particiones de este tamaño. Las tarjetas pueden ser formateadas en otros sistemas de archivos distintos.

## Velocidades de memoria SDHC
Las SDHC vienen catalogadas en cuatro clases o tipos, definidas por la Asociación de Tarjetas SD (SD Card Association), y cada una de ellas tiene una velocidad de transmisión mínima de datos distinta:
| Clase    | Velocidad |
| -------- | --------- |
| Clase 2  | 2 MB/s    |
| Clase 4  | 4 MB/s    |
| Clase 6  | 6 MB/s    |
| Clase 10 | 10 MB/s   |

## Diferencias entre tarjetas SD y tarjetas SDHC
En lo que se refiere a tarjetas SD existen muchos tipos de modelos cuyas diferencias más destacables radican en su capacidad y su velocidad de escritura. Esta última se mide en múltiplos de 150 kB/s, al igual que la velocidad de lectura de las unidades lectoras de CD. Así, a modo de ejemplo, una tarjeta de 40X puede alcanzar una velocidad de escritura de unos 6 MB/s, una de 80X podrá llegar a los 12 MB/s y una de 100X puede permitir una velocidad de 15 MB/s.
Estas son velocidades máximas a las que se puede escribir en la tarjeta, pero no se habla de la mínima. Aquí entra en juego la primera ventaja de las nuevas SDHC: garantizan una tasa de transferencia mínima que dependerá de la clase a la que pertenezcan. Así, una SDHC de clase 2 garantiza una velocidad mínima de 2 MB/s, una de clase 4 garantiza 4 MB/s como mínimo, una de clase 6 garantiza los 6 MB/s y una de clase 10 garantiza los 10 MB/s.
Esto no significa que una SDHC sea necesariamente más rápida que una SD o viceversa. Existen modelos SD lentos y rápidos, y SDHC lentos y rápidos, aunque sí es cierto que las tarjetas SDHC son más nuevas y hacen uso de la interfaz de manera  optimizada, comenzando por capacidades no menores a los 2 GB y pudiendo llegar hasta los 512 GB de capacidad en la actualidad.
También hay que tener en cuenta que no todos los dispositivos digitales soportan las SDHC, por lo que una tarjeta SDHC no funcionará en un dispositivo que no tenga el logotipo del estándar SDHC. Incluso hay que tener cuidado con algunos lectores de tarjetas, ya que, aunque soportan SDHC de manera oficial, están limitados a los 4 GB, por lo que no serán capaces de escribir correctamente en tarjetas de mayor capacidad, pudiendo dar lugar a pérdidas de datos en estas.
Es importante tener en cuenta el uso al que se va a destinar la tarjeta a la hora de elegir entre una de tipo SD y otra de tipo SDHC. Por ejemplo, en cámaras digitales compactas que sólo permitan almacenar las fotografías en formato JPEG puede no ser rentable pagar un precio más alto en una tarjeta SDHC, cuyas ventajas principales (velocidad de escritura y mayor tamaño) muy probablemente no sean relevantes, siendo en una inmensa mayoría de casos suficiente con una tarjeta SD de tamaño y velocidad media. En cambio, en el caso de cámaras de más alta gama (cámaras réflex, cuatro tercios y derivados, que permitan almacenar las fotografías en crudo) o cámaras de vídeo, cuyo uso típico requiere de bastante espacio de almacenamiento y una velocidad sostenida de escritura de datos, sí es muy recomendable el uso de tarjetas SDHC de, al menos, clase 4 para garantizar una escritura ágil de los datos.